# Yorushika
Yorushika (ヨルシカ) là một ban nhạc rock Nhật Bản thành lập vào năm 2017, được đại diện Universal Music Japan. Nhóm gồm có n-buna - một nhà sản xuất Vocaloid và suis - một giọng ca nữ. Bộ đôi không để lộ mặt hay thường xuyên tổ chức buổi hòa nhạc. Tính đến năm 2022, Yorushika đã tổ chức 5 buổi hòa nhạc vào tháng 7 năm 2017, tháng 8 năm 2019, buổi hòa nhạc "Ánh trăng", buổi trình diễn trực tuyến vào tháng 1 năm 2021, và livetour "Đạo tác" diễn ra cùng năm.
Âm nhạc của nhóm được mô tả là "nhiệt huyết" và "lạc quan", ngược với những ca từ nặng nề của những bài hát, thường khai thác những ý tưởng như tình yêu và cảm xúc con người và lấy từ các tác phẩm văn học bao gồm Masuji Ibuse và Jules Verne. Cái tên "Yorushika" được lấy từ một lời trong bài hát "Kumo to Yūrei" (雲と幽霊): "Yoru shika mō nemurezu ni" (夜しかもう眠れずに "Tôi chỉ có thể ngủ vào ban đêm"). Logo của nhóm được thiết kế hình con mắt có họa tiết hai mặt trăng quay mặt vào nhau và cũng là kim đồng hồ, khắc họa thời gian “từ 6 giờ đến đêm”.

## Lịch sử
Trước khi thành lập Yorushika, n-buna đã có một lượng lớn người theo dõi trên Niconico, một trang web chia sẻ video của Nhật Bản. Anh lần đầu tiên phát hành nhạc vocaloid trên nền tảng này vào năm 2012. Bài hát năm 2013 "Tōmei Elegy" (透明エレジー)  đã đạt hạng nhất trên bảng xếp hạng vocaloid hàng ngày của nền tảng. Ngoài ra, anh đã sản xuất hai album thông qua U&R Records - một công ty con của chủ sở hữu Niconico, Dwango.
Theo chia sẻ trong một cuộc phỏng vấn với Natalie, n-buna và suis gặp nhau thông qua một người quen chung; suis là một người hâm mộ lâu năm các bài hát vocaloid của n-buna. suis lần đầu tiên xuất hiện với tư cách ca sĩ khách mời trong hai buổi hòa nhạc solo của n-buna tại Tokyo. n-buna đã liên hệ với suis để thành lập Yorushika như một phần trong nỗ lực của n-buna nhằm tìm ra một giọng hát "con người hơn" để sử dụng trong âm nhạc của mình, trái ngược với Vocaloid. Kể từ đó, cả hai đã phát hành hai đĩa mở rộng và ba album đầy đủ, tất cả đều lọt vào bảng xếp hạng Oricon Albums Chart và Billboard Japan Hot 100 Albums Chart. Sự nổi tiếng của Yorushika ngày càng bùng nổ, lời bài hát của họ dường như gây được cảm tình với khán giả trẻ.  Ngoài ra, bài hát "Tada Kimi ni Hare" (ただ君に晴れ)  cũng rất phổ biến trên ứng dụng video TikTok và Youtube với hơn 152 triệu lượt xem ( cuối tháng 12 năm 2021).
Tính tới thời điểm năm 2020, khuôn mặt và hồ sơ chi tiết của họ vẫn chưa được tiết lộ vì họ muốn khán giả nghe và tận hưởng nhạc của họ mà không có "định kiến".

## Các thành viên

### n-buna (phát âm lànabuna)
- Âm nhạc, sắp xếp

### suis
- Giọng hát

### Thành viên hỗ trợ
- 下 鶴 光 康 (Shimozuru Mitsuyasu) - Guitar

Một người quản lý guitar và hợp xướng tại Utopia League.
- キ タ ニ タ ツ ヤ (Kittani Tatsuya) - Bass

Anh từng là một nhà sản xuất Vocaloid dưới cái tên "Hello Mr. Danita"
- Masack - Drum

Một người quản lý trống và hợp xướng tại Utopia League
- 平 畑 徹 也 (Tetsuya Hirahata) - Keyboard

Tham gia vào album dài đầu tiên "Dakara Boku wa Ongaku wo Yameta" (Vì vậy, tôi từ bỏ âm nhạc)

## Danh sách đĩa hát

### EPs
| Tiêu đề                                                    | Chi tiết                                                 | Biểu đồ vị trí                       | Biểu đồ vị trí          |
| Tiêu đề                                                    | Chi tiết                                                 | Oricon Bảng xếp hạng album hàng tuần | Billboard Japan Hot 100 |
| ---------------------------------------------------------- | -------------------------------------------------------- | ------------------------------------ | ----------------------- |
| Natsukusa ga Jyama wo Suru (夏草が邪魔をする)              | - Phát hành: 28 tháng 6 năm 2017 - Hãng đĩa: U&R Records | 32                                   | 35                      |
| Makeinu ni Encore wa Iranai (負け犬にアンコールはいらない) | - Phát hành: 9 tháng 5 năm 2018 - Hãng đĩa: U&R Records  | 5                                    | 6                       |

### Albums
| Tiêu đề                                                  | Chi tiết                                                           | Biểu đồ vị trí | Biểu đồ vị trí | Biểu đồ vị trí     | Chú thích                                                                                           |
| Tiêu đề                                                  | Chi tiết                                                           | JPN            | JPN Hot Album  | TWN East AsiaAlbum | Chú thích                                                                                           |
| -------------------------------------------------------- | ------------------------------------------------------------------ | -------------- | -------------- | ------------------ | --------------------------------------------------------------------------------------------------- |
| Dakara Boku wa Ongaku wo Yameta (だから僕は音楽を辞めた) | - Phát hành: 10 tháng 4 năm 2019 - Hãng đĩa: U&R Records           | 5              | 5              | -                  | |
| Elma (エルマ)                                            | - Phát hành: 28 tháng 8 năm 2019 - Hãng đĩa: Universal Music Japan | 3              | 2              | -                  | |
| Plagiarism (盗作)                                        | - Phát hành: 29 tháng 7 năm 2020 - Hãng đĩa: Universal Music Japan | 2              | 1              | 3                  | Bài hát "Hana ni Bourei" và "Usotsuki" được sử dụng cho bộ phim "Khi muốn khóc, tôi đeo mặt nạ mèo" |

### Đĩa đơn
| Năm  | Đĩa đơn                                                             |
| ---- | ------------------------------------------------------------------- |
| 2019 | A Hole Opened Up in My Heart (心に穴が空いた Kokoro ni Ana ga Aita) |
| 2020 | Night Journey (夜行 Yakō)                                           |
| 2020 | Ghost in a Flower (花に亡霊 Hana ni Bōrei)                          |
| 2020 | Eat the Wind (風を食む Kaze wo Hamu)                                |
| 2021 | Spring Thief (春泥棒 Haru Dorobō)                                   |
| 2021 | Matasaburō (又三郎 Matasaburō)                                      |
| 2021 | The Old Man and the Sea (老人と海 Rōjin to Umi)                     |
| 2021 | Howl at the Moon (月に吠える Tsuki ni Hoeru)                        |
| 2022 | Bremen (ブレーメン Buremen)                                         |
| 2022 | Left-Right Confusion (左右盲 Sayūmō)                                |
| 2022 | Chinokate (チノカテ)                                                |
| 2023 | Telepath (テレパス Terepasu)                                        |
| 2023 | Algernon (アルジャーノン)                                           |
| 2023 | 451                                                                 |
| 2023 | Setting Sun (斜陽 Shayō)                                            |
| 2023 | Moonbath (月光浴 Gekkōyoku)                                         |
| 2024 | Sunny (晴る Haru)                                                   |
| 2024 | Rubato (ルバート)                                                   |
| 2024 | Forget It (忘れてください Wasurete Kudasai)                         |

## Giải thưởng
| Năm  | Giải thưởng                              | Hạng mục                                                  | Người nhận | Kết quả   |
| ---- | ---------------------------------------- | --------------------------------------------------------- | ---------- | --------- |
| 2020 | Giải thưởng Đĩa vàng Nhật Bản lần thứ 34 | 5 nghệ sĩ mới xuất sắc nhất                               | Yorushika  | Đoạt giải |
| 2021 | CD Shop Award lần thứ 13                 | Giải chung kết                                            | Yorushika  | Đoạt giải |
| 2021 | Space Shower Music Award                 | Nghệ sĩ nhạc pop xuất sắc nhất                            | Yorushika  | Đề cử     |
| 2025 | Giải thưởng Âm nhạc Nhật Bản             | Giải bình chọn của thính giả: Bài hát tiếng Nhật hay nhất | "Haru"     | Đề cử     |